# Арефьева, Нина Алексеевна
Арефьева Нина Алексеевна (28 марта 1941 года, Рыбинск, Ярославская область) — учёный-оториноларинголог, преподаватель университета. Доктор медицинских наук (1991), профессор (1993). Отличник здравоохранения СССР (1988). Заслуженный врач Республики Башкортостан (1997).

## Биография
Арефьева Нина Алекссевна родилась 28 марта 1941 года в городе Рыбинск Ярославской области.
В 1968 году окончила Башкирский государственный медицинский институт (лечебный факультет).
С 1968 года работает в Башкирском государственном медицинском институте.
В 1971—1974 годах училась в аспирантуре на кафедре ЛОР болезней Башкирского государственного медицинского института.
В 1975 году защитила диссертацию на соискание учёной степени кандидата медицинских наук.
В 1991 году защитила диссертацию на соискание учёной степени доктора медицинских наук на тему «Патогенез, клиника и лечение различных форм ринита и риносинусита с рецидивирующим течением». Профессор (1993).

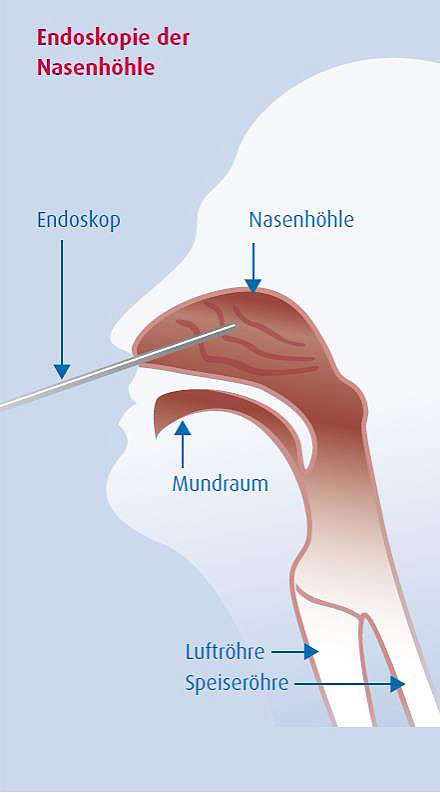
Синускопия

С 1992 года — заведующий кафедрой оториноларингологии Башкирского государственного медицинского университета, одновременно в 1991—2003 годах- главный оториноларинголог министерства здравоохранения Республики Башкортостан.
Президент Ассоциации оториноларингологов Республики Башкортостан (1990) и Ассоциации ринологов Российской Федерации (с 1997).
Арефьева Н. А. — член редакционного Совета 4 журналов: «Вестник оториноларингологии», «Российская оториноларингология», «Российская ринология», «Информационный архив».
Почётный заведующий кафедрой оториноларингологии Башкирский государственный медицинский университет Башкирского государственного медицинского университета (2016).
Заслуженный врач Республики Башкортостан (1997). Отличник здравоохранения СССР (1988).

## Научная деятельность
Научные исследования Нины Алексеевны Арефьевой посвящены проблемам иммунологии, разработке методов лечения и профилактики риносинусита, эндоскопической хирургии. Арефьевой выдвинута концепция о ринологических заболеваниях как следствии иммунологических нарушений. Ею разработаны методы консервативного лечения заболеваний носа и его пазух.
Автор более 280 научных трудов и 11 изобретений.

## Почётные звания
- Отличник здравоохранения СССР (1988).
- Заслуженный врач Республики Башкортостан (1997).

## Награды
- Почетный Знак Российского общества ринологов «Золотое зеркало» в номинации «Эстафета поколений» (2011 г.)
- Почетный Знак «Золотой рефлектор» (8 июня 2006 г.)
- Юбилейная памятная медаль «100 лет Российскому обществу оториноларингологов» (2008 г.)
- Международный диплом «За становление и развитие отечественной ринологии» (Президент Ifos Desideria Passaili, 2009)
- Почетное звание и нагрудный знак «За верность БГМУ» (2012 г.)

## Основные публикации
1. Проблемные лекции по оториноларингологии (для практикующих врачей, студентов высших медицинских вузов, слушателей курсов повышения квалификации) / Г. З. Пискунов, Н. А. Арефьева, С. Я. Косяков и др. — М.: Мед. центр Управления делами Президента РФ, 2003. — 230 с.
2. Иммунологические исследования в ринологии / учебное пособие гриф УМО РФ / Н. А. Арефьева, Ф. А. Кильсенбаева, Л. Ф. Азнабаева и др. — Уфа, изд-во «Здравоохранение Башкортостана», 2005. — 88 с.
3. Клинические лекции по оториноларингологии под ред. Н. А. Арефьевой (учебное пособиеУМО РФ) / Н. А. Арефьева, А. А. Цыглин, Р. Ш. Абдурашитов, Н. Т. Габдуллин, Д. Н. Богоманова, Т. М. Янборисов. — Уфа, 2007. — 268 с.
4. Клинические лекции по отиатрии под ред. Н. А. Арефьевой (учебное пособие УМО РФ) / Н. А. Арефьева, Г. М. Григорьев, Т. М. Янборисов, Е. Е. Савельева, З. З. Камалова. — Уфа, 2007. — 240 с.
5. Оториноларингология: национальное руководство / под ред. В. Т. Пальчуна. — М.: ГЭОТАР-Медиа, 2008. — 960 с. (Глава 3. Исследование местного иммунитета слизистых оболочек верхних дыхательных путей. — Арефьева Н. А., Азнабаева Л. Ф. — С.43-55. Глава.7 Иммунотерапия. Арефьева Н. А., Азнабаева Л. Ф. — С. 251—257.)
6. Иммунотерапия беталейкином в комплексном лечении больных гнойным риносинуситом с затяжным и хроническим течением: Метод. рекомендации РФ / Л. Ф. Азнабаева, Н. А. Арефьева, С. В. Рязанцев, А. С. Симбирцев/ под. ред. Ю. К. Янова. — Санкт-Петербург, 2008. — 22 с.
7. Руководство по ринологии / Под ред. Г. З. Пискунова, С. З. Пискунова. — М.:Литтерра, 2011. — 960 с (глава 8 С.254-266).
8. Оториноларингология. Национальное руководство. Краткое издание / под ред. В. Т. Пальчуна. — М.: ГЭОТАР — Медиа, 2012 (Глава 1 и глава 6).
9. Адаптационные механизмы местного иммунитета слизистой рта и глотки в норме и при патологии: монография / Гумерова М. И., Азнабаева Л. Ф., Арефьева Н. А. — LAP LAMBERT Academic Publishing Saarbrucken, Deutschland, 2013. — 145 с.
10. Особенности цитологических показателей кожи наружного слухового прохода при использовании индивидуальных ушных вкладышей у пользователей слуховых аппаратов /Савельева Е. Е., Арефьева Н. А., Азнабаева Л. Ф. / Российская оториноларингология, № 5(78), 2015. — С. 63-68 (ВАК. РИНЦ)